# هفده (فیلم ۱۹۱۶)
«هفده» (انگلیسی: Seventeen (1916 film)) یک فیلم است که در سال ۱۹۱۶ منتشر شد.